# Mato Babogredac
Mato Babogredac (Bošnjaci, 1875. – Bošnjaci, 1950.) bio je seljak, hrvatski političar i društveni djelatnik.

Jedan je od najistaknutijih članova Hrvatske seljačke stranke, borac za prava seljaka i hrvatskog naroda. Bio je član Glavnog odbora Hrvatske seljačke stranke u Zagrebu te je obnašao dužnost predsjednika Kotarske organizacije HSS-a u Županji. Izabran je dva puta u Hrvatski sabor (Sabor Kraljevine Hrvatske, Dalmacije i Slavonije) te dva puta u Skupštinu Kraljevstva SHS u Beogradu. Bio je banski vijećnik u Banovini Drinskoj i Banovini Savskoj. Izabran je dva puta za općinskog načelnika Bošnjaka.

## Životopis
Mato Babogredac rođen je 14. listopada 1875. u Bošnjacima od oca Nikole i majke Bare. Imao je dvije sestre i jednog brata koji je tragično stradao na Krvavim izborima u Bošnjacima 1897. godine. Živio je u mnogočlanoj obiteljskoj zadruzi Babogredčevi. U politički život se uključio vrlo rano, nedugo nakon osnutka HPSS-a u Bošnjacima 1905. godine od strane Stjepana Radića. Mato Babogredac je već 1910. godine izabran za saborskog zastupnika Kraljevine Hrvatske, Dalmacije i Slavonije. 
Stjepan Radić ga ovako opisuje: “Kršan je ako i srednja rasta, crnomanjast, mirna izgleda, ali žive riječi. (…) uzalud su se magjaroni i koalirci i pravaši nadali, da će ga ili smesti ili smetati, uzalud su mnogo to i kušali, Babogredac je ostao ono što je i bio: branitelj seljačkog prava i zastupnik Hrvatske domovine i Hrvatske države“.
Babogredac je 1911. i 1912. godine bio politički vrlo djelatan obilazeći sela Cvelferije zajedno sa Stjepanom Radićem. Obnašao je i dužnost općinskog poglavara te je bio vrlo aktivan u različitim udruženjima i društvenim inicijativama. Zbog svog zavidnog statusa u stranci, ali i ugleda u društvu, izabiran je za parlamentarnog zastupnika još tri puta: 1911., 1920. (zajedno sa svojim sumještaninom Matom Leakovićem iz HZ-a) te 1923. Nakon što je Stjepan Radić HRSS uključio u Seljačku internacionalu (koja je bila pod okriljem Komunističke internacionale) te prihvatio Vidovdanski ustav odrekavši se republikanizma dolazi do nezadovoljstva u stranci te njezinog raskola. Među nezadovoljnicima bio je i Babogredac koji je javno kritizirao Radićev zaokret te je posljedično postao aktivni član HFSS-a (Hrvatske federalističke seljačke stranke). Nakon toga Babogredac se priključuje disidentima HSS-a koji otpočinju surađivati s vladajućim poretkom (nikićevci). Mato Babogredac je vrlo oštro kritizirao komunističku ideologiju te se žustro zalagao za pravo privatnog vlasništva, ističući sve koristi koje ono donosi seljacima. Vrlo brzo postaje odan režimu te je imenovan Banskim vijećnikom. Na koncu je odlikovan Ordenom sv. Save te Ordenom Jugoslavenske krune. Tada postaje ponovno i općinskim poglavarom. Ipak, Babogredac s promjenom političkih okolnosti mijenja svoja politička stajališta te javno podržava Vladka Mačeka, što je ubrzo dovelo i do njegove smjene sa svih dotadašnjih dužnosti.
Nastankom Nezavisne države Hrvatske, Babogredac je uputio Anti Paveliću pismo podrške no zbog kasnijeg razočarenja u državno vodstvo ne ulazi aktivno u politiku. Prilikom ulaska Jugoslavenske armije u Bošnjake stradavaju mnogi mještani među kojima su se našla i dva Babogredčeva unuka. Mato Babogredac je pukom srećom preživio. Ipak, u poslijeratnoj Jugoslaviji, on je obnašao političke dužnosti. 
Mato Babogredac je umro 13. lipnja 1950. godine u Bošnjacima gdje je i pokopan.